# Kieran Lee
Kieran Christopher Lee (Stalybridge, 22 giugno 1988) è un ex calciatore inglese, di ruolo centrocampista.

## Caratteristiche tecniche
È un mediano.

## Carriera
È cresciuto nelle giovanili del Manchester Utd.
Ha esordito nel calcio professionistico il 25 ottobre 2006 in un match di Coppa di lega vinto 2-1 contro il Crewe Alexandra grazie ad un suo goal nei minuti finali del secondo tempo supplementare.
Esordisce in Premier League il 9 maggio 2007 in un match pareggiato 0-0 contro il Chelsea.

## Statistiche

### Presenze e reti nei club
Statistiche aggiornate al 7 luglio 2017.
| Stagione                   | Squadra                    | Campionato                 | Campionato | Campionato | Coppe nazionali | Coppe nazionali | Coppe nazionali | Coppe continentali | Coppe continentali | Coppe continentali | Altre coppe | Altre coppe | Altre coppe | Totale | Totale | Totale |
| Stagione                   | Squadra                    | Comp                       | Pres       | Reti       | Comp            | Pres            | Reti            | Comp               | Pres               | Reti               | Comp        | Pres        | Reti        | Pres   | Reti   |        |
| -------------------------- | -------------------------- | -------------------------- | ---------- | ---------- | --------------- | --------------- | --------------- | ------------------ | ------------------ | ------------------ | ----------- | ----------- | ----------- | ------ | ------ | ------ |
| 2006-2007                  | Manchester Utd             | PL                         | 1          | 0          | FACup+CdL       | 0+2             | 0+1             | UCL                | 0                  | 0                  |             | -           | -           | 3      | 1      |        |
| 2007-gen. 2008             | Manchester Utd             | PL                         | 0          | 0          | FACup+CdL       | 0               | 0               | UCL                | 0                  | 0                  | CS          | 0           | 0           | 0      | 0      |        |
| Totale Manchester United   | Totale Manchester United   | Totale Manchester United   | 1          | 0          |                 | 2               | 1               |                    | 0                  | 0                  |             | 0           | 0           | 3      | 1      |        |
| gen.-giu. 2008             | QPR                        | FLC                        | 7          | 0          | FACup+CdL       | 0               | 0               |                    | -                  | -                  |             | -           | -           | 7      | 0      |        |
| 2008-2009                  | Oldham Athletic            | FL1                        | 7          | 0          | FACup+CdL+FLT   | 1+1+1           | 0               |                    | -                  | -                  |             | -           | -           | 8      | 0      |        |
| 2009-2010                  | Oldham Athletic            | FL1                        | 24         | 1          | FACup+CdL+FLT   | 1+0+1           | 0               |                    | -                  | -                  |             | -           | -           | 25     | 1      |        |
| 2010-2011                  | Oldham Athletic            | FL1                        | 43         | 2          | FACup+CdL+FLT   | 0+1+1           | 0               |                    | -                  | -                  |             | -           | -           | 45     | 2      |        |
| 2011-2012                  | Oldham Athletic            | FL1                        | 43         | 2          | FACup+CdL+FLT   | 4+1+5           | 0               |                    | -                  | -                  |             | -           | -           | 53     | 2      |        |
| Totale Oldham Athletic     | Totale Oldham Athletic     | Totale Oldham Athletic     | 117        | 5          |                 | 17              | 0               |                    | -                  | -                  |             | -           | -           | 134    | 5      |        |
| 2012-2013                  | Sheffield Weds             | FLC                        | 23         | 0          | FACup+CdL       | 2+1             | 0               |                    | -                  | -                  |             | -           | -           | 0      | 0      |        |
| 2013-2014                  | Sheffield Weds             | FLC                        | 26         | 1          | FACup+CdL       | 3+0             | 0               |                    | -                  | -                  |             | -           | -           | 0      | 0      |        |
| 2014-2015                  | Sheffield Weds             | FLC                        | 33         | 6          | FACup+CdL       | 1+0             | 0               |                    | -                  | -                  |             | -           | -           | 0      | 0      |        |
| 2015-2016                  | Sheffield Weds             | FLC                        | 46         | 6          | FACup+CdL       | 2+4             | 0+1             |                    | -                  | -                  |             | -           | -           | 0      | 0      |        |
| 2016-2017                  | Sheffield Weds             | FLC                        | 28         | 5          | FACup+CdL       | 0               | 0               |                    | -                  | -                  |             | -           | -           | 0      | 0      |        |
| Totale Sheffield Wednesday | Totale Sheffield Wednesday | Totale Sheffield Wednesday | 156        | 18         |                 | 13              | 1               |                    | -                  | -                  |             | -           | -           | 169    | 19     |        |
| Totale carriera            | Totale carriera            | Totale carriera            | 281        | 24         |                 | 32              | 2               |                    | 0                  | 0                  |             | 0           | 0           | 313    | 26     |        |

## Palmarès

### Club

#### Competizioni nazionali
- Football League Trophy: 1

Bolton: 2022-2023